# Església parroquial de la Immaculada Concepció (Anna)
L'església parroquial de la Immaculada Concepció de la localitat d'Anna, a la comarca de la Canal de Navarrés (Província de València, Espanya) data de principis del segle xvii.
Destaquen en ella diversos retaules de fusta. El de l'Altar Major, on es troba la titular, és d'inspiració barroca i substitueix l'original elaborat en 1702 per Miguel Aguilar, sent rector Fra Luciano Yago, qui es va encarregar de la decoració.
Del primitiu altar queden unes poques taules que estan integrades en l'actual. En el Sagrari sobresurt un llenç de l'escola de Ribera. Després del terratrèmol de 1748, van quedar notablement danyades la volta de l'església i la torre campanar, situada a la part est del temple.
Durant el segle xviii es van dur a terme importants obres de consolidació i ampliació del Temple, entre altres la façana, que no van afectar de forma significativa al campanar, ja en el segle XX i davant el perill d'enfonsament de la torre, es va demolir el vell campanar integrant el seu primer cos a la fàbrica de l'edifici i construint un de nou a la part oest, que va ser inaugurat el 13 de setembre de 1912.